# Unidad Andaluza
Unidad Andaluza (UA) fue un partido político español de ámbito autonómico con presencia en Andalucía.

## Historia
El 16 de enero de 1980 el ministro de Cultura Manuel Clavero Arévalo (militante de Unión de Centro Democrático) renunció a su cargo, y en abril del mismo año abandonó el partido por la negativa de UCD a apoyar la "autonomía histórica de Andalucía". Tras ello decidió crear su propio partido que apoyase el proceso autonomista.
Unidad Andaluza fue presentado al público el 26 de diciembre de 1980. En dicha ocasión Manuel Clavero definió al partido como "humanista, no marxista, progresista, autonomista", y presentó el logotipo consistente en una rueda amarilla con ocho radios blancos y con fondo verde. El partido fue legalizado por el Ministerio del Interior el 22 de enero de 1981.
El congreso constituyente del partido se realizó el 28 de febrero y 1 de marzo de 1981 en el Palacio de Congresos y Exposiciones de la Costa del Sol en Torremolinos, ocasión en la cual Manuel Clavero fue elegido presidente del partido y Manuel Otero Luna como secretario general.
En marzo de 1982 el partido rechazó una propuesta de coalición electoral realizada por Alianza Popular, y el 12 de abril de ese mismo año el partido decidió no presentarse a las primeras elecciones al Parlamento de Andalucía debido a la falta de financiación.
El 27 de noviembre de 1982 el partido celebró un congreso extraordinario en el cual se acordó su disolución.